# Färberturm (Gunzenhausen)

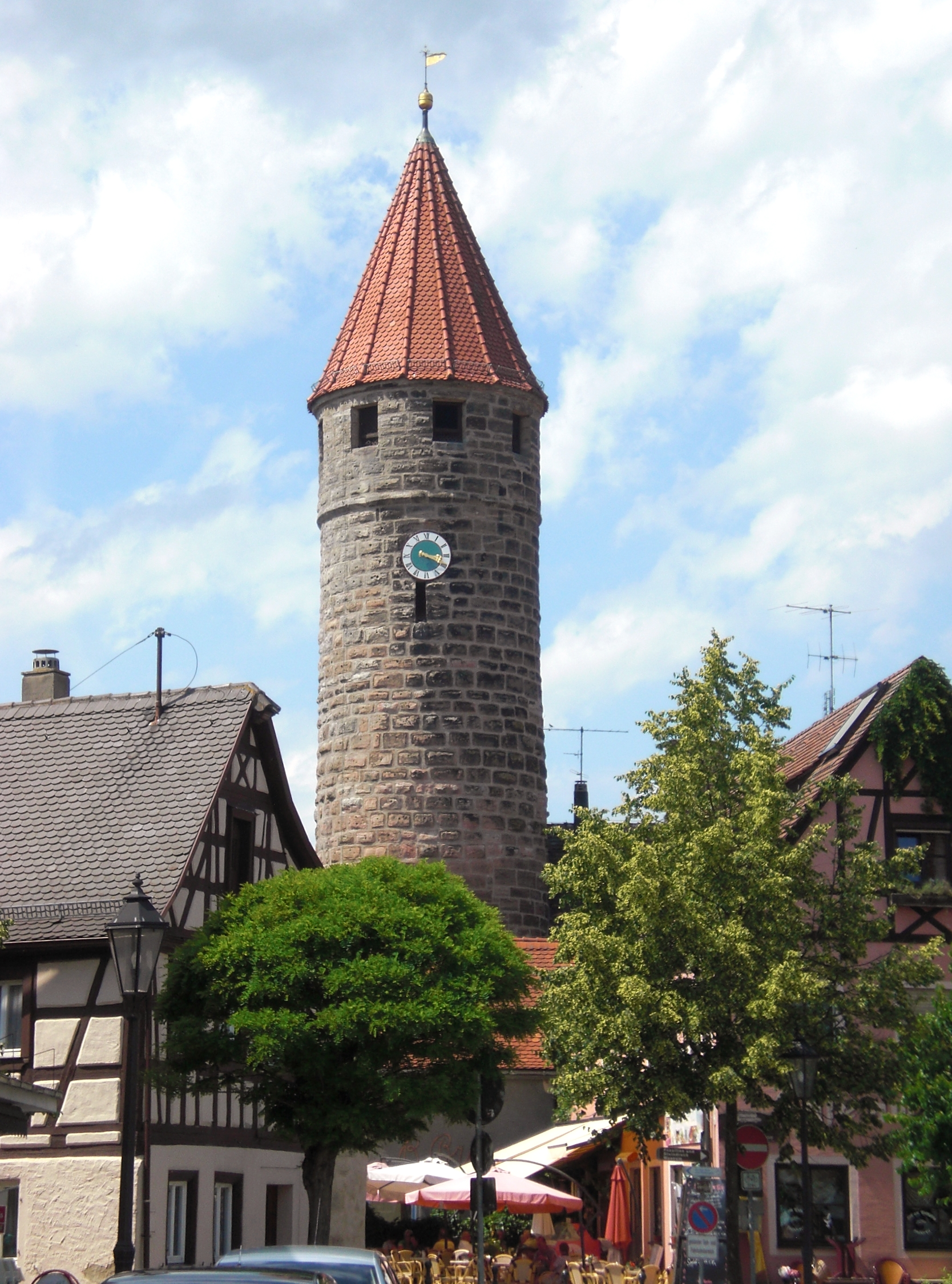
Der Färberturm im Sommer 2009

Der Färberturm (auch Diebesturm; früher Pulverturm) ist ein Teil der mittelalterlichen Stadtbefestigung der Stadt Gunzenhausen im mittelfränkischen Landkreis Weißenburg-Gunzenhausen. Das Gebäude ist unter der Denkmalnummer D-5-77-136-1 als Baudenkmal in die Bayerische Denkmalliste eingetragen. Der Turm befindet sich an der Straßenecke Weißenburger Straße/Kirchenstraße mit der Adresse Weißenburger Straße 13. Er steht nahe dem in der Mitte des 19. Jahrhunderts abgebrochenen Weißenburger Tor.
Der Rundturm stammt wie die restliche Stadtbefestigung aus dem 14. Jahrhundert; der Denkmallisteneintrag zum Ensemble Weißenburger Straße (E-5-77-136-4) nennt hingegen das 15. Jahrhundert. Das Gebäude wurde sowohl als Pulverturm als auch als Gefängnis genutzt, was die Beinamen des Färberturms erklärt. Der jetzige Name stammt von einer ehemaligen Färberei, die unweit des Bauwerks lag. Der Turm besteht aus Buckelquadern.